# ケルン放送合唱団
ケルン放送合唱団（独: Der WDR Rundfunkchor Köln）は、ドイツの放送合唱団。

## 歴史
1927年のケルン室内合唱団を母体として、1947年に放送合唱団として改組された。
中世の音楽から現代までを手がけるが、最近は特に現代音楽の演奏で知られている、ノーノの『断ち切られた歌』、ブーレーズの『婚礼の顔』、ツィンマーマンの『若い詩人のためのレクイエム』、ペンデレツキの『ルカ受難曲』、シュトックハウゼンの『光』チクルスのオペラなどの名曲がある。常に若手からベテランの新作を手がけ続けている。
シュトットガルトSWRヴォカールアンサンブル (de:SWR Vokalensemble Stuttgart) の首席指揮者を務めていた作曲家・指揮者のルーパート・フーバーが、アンサンブル・モデルンやアンサンブル・レッシェルシェを初めて作ったクラウス・フーバーの現代音楽専門の特別なアンサンブルのサークル一同の作曲家を支持したことにより、ヨンギー・パクパーン、細川俊夫、ウンスク・チンらの東洋の作曲家にもレパートリーを拡大している。定数は48。